# محطة قطار عريب
محطة عريب هي محطة قطار جزائرية، تقع في إقليم بلدية عريب، بولاية عين الدفلى. تُعدّ جزءًا من شبكة الخطوط الإقليمية التي وتديرها الشركة الوطنية للنقل بالسكك الحديدية في الجزائر.

## وضع السكك الحديدية
تقع المحطة على خط الجزائر - وهران، حيث تسبقها محطة سيدي لخضر وتتبعها محطة عين الدفلى.

## خدمة الركاب

### الخدمة
محطة عريب تخدمها :
- قطارات الخط الرئيسي لخط الجزائر – وهران؛
- القطارات الإقليمية للاتصالات:
  - الجزائر – الشلف
  - الشلف – خميس مليانة.

### روابط خارجية
- "ش.و.ن.س.ح". الشركة الوطنية للنقل بالسكك الحديدية. مؤرشف من الأصل في 2025-05-05.